# José Antonio García Mohedano
José Antonio García Mohedano (Talarrubias, 20 de abril de 1741 - Ciudad Bolívar, 17 de octubre de 1804), sacerdote español que residió en Venezuela; allí es uno de los introductores del cultivo del café.

## Orígenes
Este sacerdote que destaca como uno de los introductores cultivo del café en Venezuela, nacía en Talarrubias (Badajoz) el 20 de abril de 1741 y era hijo de José Antonio García y Socorro Mohedano. Sus primeros estudios eclesiásticos, al parecer, los hizo en Toledo y en el Seminario Diocesano de Badajoz, permaneciendo en esta institución religiosa hasta que marchó a Caracas, acompañando a su pariente el obispo Diego Antonio Díez Madroñero.  
Cuando llega a Venezuela no pasaba de dieciséis años, y como no había terminado sus estudios, los finaliza en el Seminario Diocesano de Caracas, ordenándose sacerdote y pasando a desempeñar el cargo de secretario del obispado.

## El café
Al contrario de los cultivos originarios de España, que se aclimataban rápidamente en tierras americanas; todavía en el siglo XVIII, el cultivo y el consumo del café eran prácticamente desconocidos en el nuevo Continente. En la isla antillana de Guadalupe, se realizan los primeros ensayos experimentales por el capitán francés Desclieux, siendo los resultados altamente satisfactorios y extendiéndose prontamente la siembra por la Guayana francesa y parte de las comarcas vecinas. En 1730, el café llegará a cultivarse satisfactoriamente en las Misiones hispanas del Caroní, desde donde su explotación pasará a Brasil y seguidamente al valle de Caracas hacia 1783.  
En ese mismo año, el padre Mohedano, junto con los Blandín y otras familias hacendadas de Caracas, procuran almácigas que son traídas directamente desde la isla de Guadalupe; pero la primera experiencia productora no será exitosa. Debido a las consecuencias del traslado o a la falta de aclimatación, se perdieron la mayoría de las plantas sembradas. A pesar del fracaso, no se desaniman ni abandonan el experimento. 
Al año siguiente el padre Mohedano, siguiendo con su interés por el cultivo y, dado que conocía teóricamente las cualidades y el desarrollo del cafeto, decide plantar en Caracas unos viveros, siguiendo el mismo método que el empleado en la isla antillana. El éxito se conseguía en esta ocasión y el café arraigaba en Caracas, extendiéndose posteriormente su cultivo con excelentes resultados.

## El cura de Chacao
Al crearse en 1769 (el mismo año que muere su pariente Díez Madroñero) la nueva parroquia de Chacao, García Mohedano había sido nombrado para regentarla. Desde allí se esforzará en conseguir medios económicos para levantar un nuevo templo en unos terrenos aptos para el cultivo del café, que pertenecían a la distinguida familia de los Blandín, proyecto que despertará el interés de los caraqueños. 
El padre Mohedano, o el Cura de Chacao como era popularmente conocido por los caraqueños, destacó durante su estancia en Caracas, por ser un gran aficionado a las artes, ya que colaboraba con los padres Sojo y Blandín en la difusión musical y en otras actividades culturales.

## Reconocimiento
Como presbítero de la iglesia de Chacao, fue reconocido por su dedicación, por sus conocimientos, por su bondad, por su contribución a mejorar la cultura caraqueña, por las miserias que remedió y por los consejos que daba a sus feligreses. Fue el clérigo que más sobresalió en la Caracas del siglo XVIII, siendo propuesto por los notables de la ciudad para mayores responsabilidades, las cuales rechazó con estas palabras:
"¡No, hijos..., esa no es mi meta! Jamás he ambicionado tanta honra. Mi único deseo, mi anhelo es ver feliz a mis feligreses, para lo que aspiro a continuar siendo médico del alma y médico del cuerpo. Rematar el templo de Chacao, ver desarrollado el cultivo del café y después morir en el seno de Dios y con el cariño de mi grey; he aquí mi única ambición".

## Nuevas metas
Años después, su fama colaboradora y de buen pastor llegaban hasta España, donde en 1798 Carlos IV, entre varios candidatos, lo elige obispo de la provincia de Guayana, siendo aceptado el nombramiento por el Papa Pío VII en 1800. El arzobispo caraqueño, monseñor Francisco de Ibarra, lo consagra en 1801, y García Mohedano parte a desempeñar su nuevo cargo. 
Al hacerse cargo del obispado, se dio a la tarea de organizar la administración de su diócesis, que entonces era una de las más apartadas y pobres de Venezuela, y además se preocupó de fundar un Monte de Piedad para mejorar las condiciones de vida de la comunidad y remediar las necesidades de los desposeídos.
En la actual Ciudad Bolívar, muere el 17 de octubre de 1804 después de pasar cuarenta y seis años de su vida en Venezuela y desempeñar una reconocida labor pastoral y una extensa actividad cultural y social, tanto en Caracas como en su diócesis de Guayana.